# Bârgăuani, Neamț
Bârgăuani (în maghiară Bargován) este satul de reședință al comunei cu același nume din județul Neamț, Moldova, România.